# كريستوفر مارلو
كريستوفر مارلو (بالإنجليزية: Christopher Marlowe)‏، عاش بين (26 فبراير 1564م—30 مايو 1593م) هو كاتب مسرحي إنجليزي، وشاعر، ومترجم من العصر الإليزابيثي. أشهر الكتاب التراجيديين الإنجليز بعد وليم شكسبير، ويعرف بشعره المرسل.

## مسيرة حياته
ولد كريستوفر مارلو(مارلين) عام 1564 في نفس عام ولادة شكسبير وعمد في 26 شباط في ضاحية كانتربيري في مدينة كنت البريطانية وتعلم في أشهر مدارسها كمدرسة كينغ.
كان والده إسكافيا وتعلم منه مارلو أن القوة رمز الوجود وورث عن أبيه القوة في مسرحياته، عرف مارلو بالمشاكسة في صغره وبأختين سيئتي السمعة في البلدة فكان سيء الطباع يعاشر اللصوص والهمجيين وله العديد من العشيقات بالإضافة إلى شراهته للتبغ.
بعد دراسته المدرسية التحق بجامعة كامبيرج عام 1580 حيث كانت الدراسة ثلاث سنوات ولكنها تستمر إلى ثلاث سنوات أخرى إن كان في نية المتعلم الحصول على الدرجة الكهنوتية، حصل مارلو على بكالوريوس في الأدب والفلسفة عام 1584 وبعدها امتدت دراسته ست سنوات بيد إنه عند موعد استلام شهادة الماجستير استفسرت الجامعة عن نشاطاته وبدت مرتابة في وهبه فقد غاب طويلا عن كامبيرج وبدا أمره مرعبا للسلطات التي شكت بأنه كان في مدينة ريمز الفرنسية وأنه جاسوس الملكة إليزابيث البروتستانتية البريطانية ينقل الأخبار عن الكاثوليكيين.
تقول الحكاية أن مارلوكان كاتبا وممثلا على الخشبة وإنما في الخارج كان جاسوسا محترفا وإن مسرحيته(يهودي مالطا) مأخوذة من تجربته الذاتية أي أنه كان جاسوس سفن وسُجن في مالطا فكتب مسرحيته هناك.

## مغادرته كامبيرج وتوجهه لمدينة الضباب
غادر مارلوكامبيرج - حيث قضى في كامبيرج حياة هانئة وكان دخله بكفيه حاجاته-وتوجه للندن التي قضى فيها حياة ساحرة وفاتنة بالإضافة إلى وحشيتها وعنفها فقد كان عضوا بين الكتاب الذين عرفوا بفطناء الجامعة وظرفائها.
كان صديقا للدرامي توماس كيد ومصاحبا لوالتر رالي وأعلام ومفكرين آخرين مشهورين كجماعة مدرسة الليل، كتابات مارلوسببت ردات وزلزلات عنيف إما لإعجاب به أوكره، فالمثقفين أمثال ناش، بيل، داريتون أطروه و أثنوه ومدحوا كتاباته بينما الكاتب روبرت غرين استاء واغتاظ من نجاحه وخاصة من مسرحيته (تامبيرلين العظيم) التي تتحدث عن الطموح وكيف جعلت منه شبحا يرعب العالم فهذه المسرحية أطلقت اسم مارلو وجعلته في القمة حتى أسموه القلم الناري وصاحب السطر الأعظم وككاتب يستفسر به عن الشؤون الأخلاقية فهو يمجد عاطفة عصر النهضة تحت شعار العلم اللامحدود، تبعها بمسرحيته المأساوية المأخوذة عن قصة للكاتب فيرجيل (أينيد) (ديدوملكة كارثيبج) ثم مسرحيته الجميلة (يهودي مالطا) التي مزجت بين المأساوية والكوميديا المثيرة للاشمئزاز (الشرسة) عن طريق وجهة نظر رجل ضائع بين الحقارة والمادية.
أما مسرحيته(إدوارد الثاني) فتتحدث أيضا بطريقة مأساوية تاريخية وعن أمر لم يكن يتجرأ الكتاب الحديث عنه وهو اللوطية.
ولعل أفضل مسرحياته مسرحية(الدكتور فاوستوس) المأخوذة عن قصة الدكتور فاوست الألمانية التي تتعامل مع الخطيئة البشرية الفاحشة في حق الكتاب المقدس وتستحضر ضمير الإنسان المعذب.
من أواخر مسرحياته (مذبحة باريس)التي هي باب آخر للطموح من مبدأ الشهوة من أجل القوة.

## مارلو كشاعر
اشتهر مارلو بالترجمة من اللاتينية وخاصة ترجمته كتاب (غرام أوفيد) للكاتب لوكان المعروف بفار ساليا، بالإضافة إلى قصيدته الزاهدة (من الراعي العاشق إلى حبه) في تصوير رائع لحالة الهوى والطبيعة الخلابة التي لم يستطع مخرجون هوليوود ابتكار حالة مثيلة لها، وكتب ملحمة (البطل والدائن) التي لم ينهها بسبب وفاته المفاجئ، فمارلو سوداوي المزاج منقاد وراء العواطف الجامحة وشاعر حالم وكاتب مفعم بالعاطفة يتميز بمسرح راقي معبّراً بصدق عن روح العصر الإليزابيتي.

## أحداث ساخنة من حياة مارلو
في إحدى مسرحياته التي كانت تمثل على الخشبة حصل إطلاق ناري ويقال إن أعضاء الحكومة المعروفين بالأدميرال أخرجوا ممثلا وطلبوا منه أن يتظاهر بأنه يصوب أحداً حتى الموت ولكن في نفس اللحظة قُتل أحد الحضور بعيار ناري وكانت في مسرحية (تامبيرلين العظيم) وتحديدا في الفصل الثاني عندما يعلق حاكم بابليون بالسلاسل ويقتل.
وفي إحدى المرات حدث شجار بين مارلو ووليم برادلي في حي هوغ عام 1589 فتدخل الشاعر توماس واطسون صديق مارلو فهوجم من قبل برادلي وقام واطسون بقتل برادلي في حالة دفاع عن النفس، وزج مارلو وواطسون في السجن وأطلق سراح مارلو بكفالة بعد كتابته تعهد خطي يلزمه أن يبقى مسالما بينما بقي واطسون في سجن القلعة.
بدأت سمعة مارلو تزداد سوءا بسبب اتهامه بالإلحاد وذلك عام 1592 حتى أن مؤامرة حاكت ضده في 18 أيار عام 1593 في منزل السيد ويلسينغهام في مدينة كنت ولكنها طبخت وأكلت من قبل توماس كيد الذي شارك مارلو السكن في الغرفة عام 1591 وقبضوا على توماس بتهمة التحريض لحركات التمرد ضد فيلمنغ البروتستانتي ونسبت إليه أوراق مارلو الهرطقية التي وجدت في غرفتهم.

## المؤامرة ومقتل مارلو
كان مارلو مطلوبا لحضور مجلس الشورى بوصفه عضوا فيه إلا أنه غاب عنه وفي 30 من أيار قضى مارلو يومه مع ثلاثة نبلاء في حانة ديبتفورد –الثلاث كانوا من المخابرات السرية وأعضاء في مجلس الشورى- فدبَّ شجار على من سيدفع الفاتورة من بينهم وقيل أن مارلو سحب خنجرا على انغرام فريزر وطعنه لكن فريزر أمسك الخنجر ولكمه لكمة مميتة على عينه اليمنى بمجرد لكمة حرمنا فريزر من عبقري مغوار لم يكمل بعد عقده الثالث وبعد يومين من مقتله تم دفنه في مقبرة مجهولة الهوية.

## كشف المستور
بعد إجراء التحقيقات ثبت أنه كان نتيجة شجار وإن فريزر قتل مارلو في حالة الدفاع عن النفس وكان صديق مارلو توماس كيد قد كتب رسالة إلى اللورد عن إلحاد وهرطقة مارلو وبدا ريتشارد باينز مهتما بآراء مارلو الملحدة وأيضا التهمة الموجهة ل مارلو بوصفه لوطيا فسلمت الرسالة إلى مجلس الشورى في اليوم الذي سبق مقتل مارلو ووضع باينز تاريخا مزورا 2 حزيران بدلاً من 30 أيار.
فالتهم الموجهة لمارلو كانت كافية لجرّه لحبل المشنقة باعتباره مجرما وملحدا ومذنبا وأضاف باينز تعليقا حينها واصفا مارلو (المتحدث الأكثر خطورة يجب أن يتوقف)، وأطلق سراح فريزر في 28 حزيران من العام ذاته أي بعد 28 يوم من الحادثة فهل كان مقتل مارلو اغتيالا سياسيا مبكرا أم مجرد شجار؟ لنقرأ السطور القادمة ونحكم..

## مارلو الجاسوس
تقول الرواية أن أثناء وجود مارلو بجامعة كامبيرج لفتت مواهبه انتباه جون دي - منجم الملكة إليزابيث الأولى – وأوعز للسيد فرانسيس ويلسنجهام بضمه إلى جهاز الخدمة السرية. في عام 1587 بدأ دوق دي جويز رئيس الكنيسة الكاثوليكية في فرنسا محاولة طويلة لإنقاذ ابنة أخيه ماري ملكة اسكتلندا من براثن الملكة إليزابيث فلجأ إلى تقديم الضيافة إلى الطلبة الإنكليز ذوي الميول الكاثوليكية في قلعة الجزويت في ريمز وفي نيته أن يورطهم في مؤامرات حول عرش تيودور حينما اكتشف ويلسنجهام أن الكاهن روبرت المتآمر الجزويت نجح في إيجاد عملاء من كامبردج قرر استخدام هذا الدرب لاختراق مخابرات الجزويت بعميل ذو وجهين ينضم لمعهد الجزويت حتى يمكنه معرفة تفاصيل المؤامرة التي تدبر.
تم اختيار مارلو عميلا مزدوجا للمهمة وغادر كامبردج في عام 1587 وتحديدا في شباط ليعود في حزيران فاستدعته الجامعة واستجوبته لغيابه بدون مبرر والتحاقه بمعهد الجزويت في ريمز وأعلن مارلو صراحة معارضته للنظام البروتستانتي في إنكلترا وعزمه على تنظيم حركة مقاومة كاثوليكية هناك واستطاع مارلو معرفة أسماء المتآمرين الرئيسين وعاد إلى إنكلترا وقدم المعلومات إلى ويلسنجهام فأمر وزير الخارجية بإسقاط التهم الموجهة لمارلو والسماح له باستئناف دراسته في كامبردج.
وهناك شائعات تقول أن مارلو لم يمت وأن عملية اغتياله كانت مسرحية لتمكينه من الهرب إلى أوروبا بهوية جديدة.
والصحيح أن مارلو كان ضحية تصفية بدنية ارتكبها فريزر بإيعاز من جهاز الخدمة السرية الذي أطلق سراحه بدون تفسير كما لم يعرف أحد سبب وجود روبرت بولي – جاسوس ويلسنجهام- في حانة ديبتفورد وقت ارتكاب الجريمة.

## حكايات تقول أن مارلو وشكسبير شخص واحد
ولد مارلو وشكسبير في نفس العام 1564 ويقال إن مارلو يكبره بأسبوع أو أسبوعين وتقول الرواية أن مارلو اختفى عام 1593 في نفس العام الذي ظهر فيه شكسبير وأنه توارى عن وجه العدالة متنكرا تحت اسم شكسبير إلا أن الرواية الرسمية تقول أنه قتل في حانة. كل من مارلو وشكسبير يركزون على ضمير الإنسان وعلى المونولوج المسرحي ولعل مسرحية شكسبير(تاجر البندقية) تذكرنا بمسرحية مارلو (يهودي مالطا).
كل شخصيات مارلو تركز وتحلم بسيطرة لا حدود لها والقوة المطلقة كما شخصيات شكسبير وتوضح أن الشخصيات تنهار في دمار محتم لأنه فوق طاقات البشر.
يركز مارلو على استخدام أسلوب الفر ليس بقصد الكوميديا إنما في سبيل بث الرعب وكذلك يفعل شكسبير.
ونرد على الرواية التي تقول أن مارلو وشكسبير واحد بأن مارلو ينحدر من أسرة فقيرة أما شكسبير فكان والده تاجراً صناعيا مشهورا أما من الناحية الدراسية فمارلو خريج جامعة أما شكسبير فلم ينهِ تعليمه الثانوي على الأكثر ولعل الرواية التي تقول أن شكسبير ظهر في نفس عام اختفاء مارلو فنرد من ناحيتنا بان شكسبير ظهر عام 1590 بمسرحيته التراجيدية (تيتوس اندريكوس) ومسرحياته الكوميدية (الحب جهد ضائع-كوميديا الأخطاء-السيدان المهذبان من فيرونا من عام 1591 حتى 1592) وشكسبير تعرف على مارلو في مسرح الورد سنة 1591 وتعلم من مارلو طريقة معالجة سلوك الشخصيات ونوعياتهم فمارلو كان مخالطا للشارع واستلهم منه على العكس من شكسبير الذي لم يعاشر الشارع فبقيت مسرحياته عن النبلاء والأساطير اليونانية.
فمقتل مارلو كان سببا سياسيا بحتا لأنه كان عميلا سياسيا للحكومة وقُتل لأنه كان يعرف الكثير ولديه الكثير من النسخ والوثائق التي تخشى منها الملكة إليزابيث فقد كان ينقح بعض كتابات الملكة وينقدها بشكل جريء وحاد.

### قال عنه الشاعر تشارلز سوينبورن (1837-1909)
مارلو هو أب التراجيديا الإنكليزية وخالق الشعر الإنكليزي غير المقفى ويعتبر معلما ومرشدا لشكسبير.

## أعماله

### المسرحيات
1. تيمبورلين ج1+ ج2 طبعت عام 1590 بعد حذف الكثير من المشاهد.
2. الدكتور فوستوس نشرت عام 1604.
3. إدوارد الثاني نشرت عام 1593.
4. يهودي مالطا نشرت عام 1633.
5. مجزرة باريس نشرت عام 1594.
6. ديدو ملكة قرطاج نشرت عام 1594.

### الملاحم
- البطل والدائن: نشرت عام 1598، أكملها من بعده جورج تشابمان.

### القصائد
من الراعي العاشق إلى حبيبته نشرت عام 1599.

### كمترجم
غرام أوفيد للكاتب لوكان المعروف بفار ساليا من اللاتينية إلى الإنكليزية.